# Izola
Izola (Italiaans: Isola d'Istria) is een van de drie havensteden van Slovenië. Izola ligt ten oosten van Piran en ten westen van Koper. Uit de volkstelling van 2002 blijkt dat het aantal inwoners 14.549 bedroeg. Slovenië heeft een kleine kuststrook van ongeveer 50 kilometer in Istrië aan de Golf van Triëst, die deel uitmaakt van de Adriatische Zee. Dichtstbijzijnde grote stad is Triëst.

## Geschiedenis
Isola, de Italiaanse benaming waarvan Izola is afgeleid, betekent eiland. Dit komt doordat de stad vroeger een eiland was dat voor het eerst bewoond werd door Romeinen, die bouwden de haven Haliaetum, ten zuidwesten van het hedendaagse Izola.
Tijdens de middeleeuwen viel Izola onder de republiek Venetië.
In de 16e eeuw verloor de stad gezichtsverlies, toen de stad  Triëst (Sloveens: Trst, Italiaans: Trieste) een belangrijke haven in de regio werd.
Tijdens de Franse bezetting in de 19e eeuw was het gedaan met het eilandje: de muren van de stad werden afgebroken en in het kanaal gegooid welke het eiland en het vasteland van elkaar scheidde.

## Minderhedenstatuut
In Izola wordt voornamelijk Sloveens gesproken, maar ook Italiaans door een minderheid. De autochtone Italiaanse minderheid vormt 0,16% van de gehele Sloveense bevolking en circa 5% van de bevolking van Izola. De Sloveense wetgeving zorgt onder meer voor onderwijs in het Italiaans (verplicht ook voor niet-Italiaanse inwoners), Italiaanstalige radio en televisie (dagelijkse uitzendingen), tweetaligheid van ambtelijke instellingen, alle officiële documenten, alsook de verplichting tot tweetalige commerciële mededelingen voor bedrijven. De in Europa ongeëvenaarde rechtspositie voor deze kleine Italiaanse autochtone minderheid in Slovenië (rapport Raad van Europa AS/Jur (44)55, 22 maart 1993) heeft overigens ook tot doel de Italiaanse staat te bewegen tot het respecteren van aangegane verdragsrechtelijke verplichtingen jegens de 60.000 tot 140.000 (schattingen verschillen naargelang de politieke smaak en wetenschappelijke instelling) autochtone Slovenen in Italië.

## Plaatsen in de gemeente
Baredi, Cetore, Dobrava, Izola, Jagodje, Korte, Malija, Nožed, Šared

## Bezienswaardigheden
- Oude binnenstad
- Haven
- Besenghi degli Ughi paleis
- Sint Mauruskerk

Ankaran · Divača · Hrpelje-Kozina · Izola · Komen · Koper · Piran · Sežana
Plaatsen in Istrië: Banjole · Bertoki · Buje · Buzet · Fažana · Hum · Izola · Jagodje · Koper · Koromačno · Labin · Lucija · Medulin · Motovun · Muggia · Novigrad · Pazin · Peroj · Piran · Portorož · Poreč · Premantura ·  Pula · Rabac Luka · Ravni · Roč · Rovinj · Savudrija · Škocjan · Stalije · Štinjan · Trget · Umag · Višnjan · Vodnjan · Vrsar
Taal in Istrië: Čakavisch · Istriotisch · Istro-Roemeens · Italiaans · Sloveens · Kroatisch · Venetiaans
Andere artikelen over Istrië: Golf van Triëst · Istrische Democratische Assemblee · Italianisering · Baai van Koper · Baai van Muggia · Baai van Piran · Kvarner · Lim · Mario Andretti · Nino Benvenuti · Sergio Endrigo · Učka
1. ↑  Prebivalstvo - izbrani kazalniki, naselja, Slovenija, letno. Statistični urad Republike Slovenije. Geraadpleegd op 28 april 2021.